# Volta a Portugal de 2014
A 76ª edição da Volta a Portugal em Bicicleta foi disputada entre 30 de Julho e 10 de Agosto de 2014.
Esta edição ocorreu uma semana mais cedo do que o período na qual tradicionalmente se disputa, iniciando-se com um prólogo em Fafe e terminando em Lisboa.
Foi vencedor o galego Gustavo Veloso da (OFM-Quinta da Lixa-Golden Times) sucedendo ao seu anterior colega de equipa e conterrâneo  Alejandro Marque. Rui Sousa da Rádio Popular-Onda, que terminou em 2º da Geral após terminar em 3º em 3 edições consecutivas. Délio Fernandez, também da OFM, terminou no lugar mais baixo do pódio.

## Equipas
| Equipa                                  | Sigla |
| --------------------------------------- | ----- |
| LA Alumínios-Antarte                    | LAA   |
| Efapel-Glassdrive                       | EFG   |
| Rádio Popular-Onda                      | BOA   |
| Louletano-Dunas Douradas                | LDD   |
| Banco BIC-Carmin                        | BBC   |
| OFM-Quinta da Lixa-Golden Times         | OFM   |
| Seleção Nacional Portuguesa de Ciclismo | POR   |
| Caja Rural-Seguros RGA                  | CJR   |
| Burgos BH-Castilla y León               | BUR   |
| Team Stolting                           | STG   |
| Team Stuttgard                          | SGT   |
| Team Ukyo                               | UKO   |
| Christina Watches - Kuma                | CTO   |
| Lokosphinx                              | LOK   |
| Team Ecuador                            | ECU   |
| 4-72-Colombia                           | CO4   |

## Etapas
| Etapa           | Data         | Percurso                                                  | Distância | Tipo                      | Vencedor                 |
| --------------- | ------------ | --------------------------------------------------------- | --------- | ------------------------- | ------------------------ |
| Prólogo         | 30 de Julho  | Fafe-Fafe                                                 | 6,8 km    | CR Individual             | Víctor de la Parte (EFG) |
| 1               | 31 de Julho  | Lousada-Maia                                              | 183,5 km  | Etapa Plana               | Phil Bauhaus (STG)       |
| 2               | 01 de Agosto | Gondomar-Braga                                            | 171,8 km  | Etapa de Colinas          | Davide Viganó (CJR)      |
| 3               | 02 de Agosto | Viana do Castelo-Serra do Larouco (Montalegre)            | 180 km    | Etapa de Montanha         | David Belda (BUR)        |
| 4               | 03 de Agosto | Boticas-Senhora da Graça (Mondim de Basto)                | 192,5 km  | Etapa de Montanha         | Edgar Pinto (LAA)        |
| 5               | 04 de Agosto | Alvarenga (Arouca)-Nossa Senhora da Assunção (Sto. Tirso) | 161,3 km  | Etapa de Colinas          | David Belda (BUR)        |
| 6               | 05 de Agosto | Oliveira do Bairro-Viseu                                  | 155 km    | Etapa de Colinas          | Phil Bauhaus (STG)       |
| Dia de descanso |              |                                                           |           |                           |                          |
| 7               | 07 de Agosto | Belmonte-Alto da Torre                                    | 172,5 km  | Alta Montanha             | Rui Sousa (BOA)          |
| 8               | 08 de Agosto | Sabugal-Castelo Branco                                    | 194 km    | Etapa Plana               | Sergey Shilov (LOK)      |
| 9               | 09 de Agosto | Oleiros-Sertã                                             | 38,9 km   | Contra Relógio Individual | Gustavo Veloso (OFM)     |
| 10              | 10 de Agosto | Burinhosa-Lisboa                                          | 167,1 km  | Etapa Plana               | Manuel Cardoso (BBC)     |

## Resultados

### Líderes por etapa e evolução das camisolas
| Classificação     | Prólogo            | Etapa 1            | Etapa 2            | Etapa 3           | Etapa 4                         | Etapa 5                         | Etapa 6                         | Etapa 7                         | Etapa 8                         | Etapa 9                         | Etapa 10                        |
| ----------------- | ------------------ | ------------------ | ------------------ | ----------------- | ------------------------------- | ------------------------------- | ------------------------------- | ------------------------------- | ------------------------------- | ------------------------------- | ------------------------------- |
| Vencedor da Etapa | Víctor de la Parte | Phil Bauhaus       | Davide Vigano      | David Belda       | Edgar Pinto                     | David Belda                     | Phil Bauhaus                    | Rui Sousa                       | Sergey Shilov                   | Gustavo Veloso                  | Manuel Cardoso                  |
| Geral Individual  | Víctor de la Parte | Víctor de la Parte | Víctor de la Parte | Gustavo Veloso    | Gustavo Veloso                  | Gustavo Veloso                  | Gustavo Veloso                  | Gustavo Veloso                  | Gustavo Veloso                  | Gustavo Veloso                  | Gustavo Veloso                  |
| Montanha          | não atribuído      | Pablo Torres       | Antonio Carvalho   | Antonio Carvalho  | Antonio Carvalho                | Antonio Carvalho                | Antonio Carvalho                | Antonio Carvalho                | Antonio Carvalho                | Antonio Carvalho                | Antonio Carvalho                |
| Pontos            | não atribuído      | Phil Bauhaus       | Davide Vigano      | Davide Vigano     | Davide Vigano                   | David Belda                     | Davide Vigano                   | Davide Vigano                   | Davide Vigano                   | Gustavo Veloso                  | Davide Vigano                   |
| Juventude         | Ruben Fernandéz    | Ruben Fernandéz    | Ruben Fernandéz    | Ruben Fernandéz   | Ruben Fernandéz                 | Ruben Fernandéz                 | Ruben Fernandéz                 | Heiner Parra                    | Heiner Parra                    | David Rodrigues                 | David Rodrigues                 |
| Equipas           | Efapel-Glassdrive  | Efapel-Glassdrive  | Efapel-Glassdrive  | Efapel-Glassdrive | OFM-Quinta da Lixa-Golden Times | OFM-Quinta da Lixa-Golden Times | OFM-Quinta da Lixa-Golden Times | OFM-Quinta da Lixa-Golden Times | OFM-Quinta da Lixa-Golden Times | OFM-Quinta da Lixa-Golden Times | OFM-Quinta da Lixa-Golden Times |
| Classificação     | Prólogo            | Etapa 1            | Etapa 2            | Etapa 3           | Etapa 4                         | Etapa 5                         | Etapa 6                         | Etapa 7                         | Etapa 8                         | Etapa 9                         | Etapa 10                        |

### Prólogo
| Classificação do Prólogo | Classificação do Prólogo | Classificação do Prólogo | Classificação do Prólogo |
| ------------------------ | ------------------------ | ------------------------ | ------------------------ |
| Pos                      | Ciclista                 | Equipa                   | Tempo                    |
| 1                        | Víctor de la Parte       | EFG                      | 8m56s                    |
| 2                        | Gustavo Veloso           | OFM                      | a 4s                     |
| 3                        | Luis Leon Sanchéz        | CJR                      | a 10s                    |
| 4                        | Sergey Shilov            | LOK                      | a 14s                    |
| 5                        | Edgar Pinto              | LAA                      | a 15s                    |
| 6                        | Stefan Schumacher        | CTO                      | m.t.                     |
| 7                        | Sérgio Sousa             | EFG                      | a 17s                    |
| 8                        | José Torribio            | UYO                      | a 19s                    |
| 9                        | Delio Fernandéz          | OFM                      | a 20s                    |
| 10                       | Ruben Fernandéz          | CJR                      | a 21s                    |

| Classificação Geral Individual | Classificação Geral Individual | Classificação Geral Individual | Classificação Geral Individual |
| ------------------------------ | ------------------------------ | ------------------------------ | ------------------------------ |
| Pos                            | Ciclista                       | Equipa                         | Tempo                          |
| 1                              | Víctor de la Parte             | EFG                            | 8m56s                          |
| 2                              | Gustavo Veloso                 | OFM                            | a 4s                           |
| 3                              | Luis Leon Sanchéz              | CJR                            | a 10s                          |
| 4                              | Sergey Shilov                  | LOK                            | a 14s                          |
| 5                              | Edgar Pinto                    | LAA                            | a 15s                          |
| 6                              | Stefan Schumacher              | CTO                            | m.t.                           |
| 7                              | Sérgio Sousa                   | EFG                            | a 17s                          |
| 8                              | José Torribio                  | UYO                            | a 19s                          |
| 9                              | Delio Fernandéz                | OFM                            | a 20s                          |
| 10                             | Ruben Fernandéz                | CJR                            | a 21s                          |

### Etapa 1
| Classificação da Etapa | Classificação da Etapa | Classificação da Etapa | Classificação da Etapa |
| ---------------------- | ---------------------- | ---------------------- | ---------------------- |
| Pos                    | Ciclista               | Equipa                 | Tempo                  |
| 1                      | Phil Bauhaus           | SGT                    | 4h51m10s               |
| 2                      | Manuel Cardoso         | BBC                    | m.t.                   |
| 3                      | Davide Vigano          | CJR                    | m.t.                   |
| 4                      | Filipe Cardoso         | EFG                    | m.t.                   |
| 5                      | Sergey Shilov          | LOK                    | m.t.                   |
| 6                      | Yukihiro Doi           | UYO                    | m.t.                   |
| 7                      | Asbjorn Kragh          | CTO                    | m.t.                   |
| 8                      | Samuel Caldeira        | OFM                    | m.t.                   |
| 9                      | Francesco Lasca        | CJR                    | m.t.                   |
| 10                     | César Fonte            | BOA                    | m.t.                   |

| Classificação Geral Individual | Classificação Geral Individual | Classificação Geral Individual | Classificação Geral Individual |
| ------------------------------ | ------------------------------ | ------------------------------ | ------------------------------ |
| Pos                            | Ciclista                       | Equipa                         | Tempo                          |
| 1                              | Víctor de la Parte             | EFG                            | 5h00m06s                       |
| 2                              | Gustavo Veloso                 | OFM                            | a 4s                           |
| 3                              | Luis Leon Sanchéz              | CJR                            | a 10s                          |
| 4                              | Sergey Shilov                  | LOK                            | a 14s                          |
| 5                              | Edgar Pinto                    | LAA                            | a 15s                          |
| 6                              | Stefan Schumacher              | CTO                            | m.t.                           |
| 7                              | Sérgio Sousa                   | EFG                            | a 17s                          |
| 8                              | José Torribio                  | UYO                            | a 19s                          |
| 9                              | Delio Fernandéz                | OFM                            | a 20s                          |
| 10                             | Ruben Fernandéz                | CJR                            | a 21s                          |

### Etapa 2
| Classificação da Etapa | Classificação da Etapa | Classificação da Etapa | Classificação da Etapa |
| ---------------------- | ---------------------- | ---------------------- | ---------------------- |
| Pos                    | Ciclista               | Equipa                 | Tempo                  |
| 1                      | Davide Vigano          | CJR                    | 4h20m58s               |
| 2                      | Filipe Cardoso         | EFG                    | m.t.                   |
| 3                      | Hugo Sabido            | LAA                    | m.t.                   |
| 4                      | Daniel Mestre          | BBC                    | m.t.                   |
| 5                      | Jordi Simon Casulleras | ECU                    | m.t.                   |
| 6                      | César Fonte            | BOA                    | m.t.                   |
| 7                      | Delio Fernandez        | OFM                    | m.t.                   |
| 8                      | Arkaitz Duran Aroca    | OFM                    | m.t.                   |
| 9                      | Micael Isidro          | LDD                    | m.t.                   |
| 10                     | Ricardo Mestre         | EFG                    | m.t.                   |

| Classificação Geral Individual | Classificação Geral Individual | Classificação Geral Individual | Classificação Geral Individual |
| ------------------------------ | ------------------------------ | ------------------------------ | ------------------------------ |
| Pos                            | Ciclista                       | Equipa                         | Tempo                          |
| 1                              | Víctor de la Parte             | EFG                            | 9h21m04s                       |
| 2                              | Gustavo Veloso                 | EFG                            | a 4s                           |
| 3                              | Luis Leon Sanchez              | CJR                            | a 10s                          |
| 4                              | Edgar Pinto                    | LAA                            | a 15s                          |
| 5                              | Sergio Sousa                   | EFG                            | a 17s                          |
| 6                              | Delio Fernandéz                | OFM                            | a 20s                          |
| 7                              | Ruben Fernandéz                | CJR                            | a 21s                          |
| 8                              | Ricardo Vilela                 | OFM                            | a 22s                          |
| 9                              | Jóni Brandão                   | EFG                            | a 24s                          |
| 10                             | Daniel Silva                   | BOA                            | a 28s                          |

### Etapa 3
| Classificaçã da Etapa | Classificaçã da Etapa    | Classificaçã da Etapa | Classificaçã da Etapa |
| --------------------- | ------------------------ | --------------------- | --------------------- |
| Pos                   | Ciclista                 | Equipa                | Tempo                 |
| 1                     | David Belda              | BUR                   | 5h09m02s              |
| 2                     | Ricardo Mestre           | EFG                   | a 12s                 |
| 3                     | Gustavo Veloso           | OFM                   | m.t.                  |
| 4                     | Omar Fraile              | CJR                   | a 25s                 |
| 5                     | Edgar Pinto              | LAA                   | a 27s                 |
| 6                     | Delio Fernandéz          | OFM                   | m.t.                  |
| 7                     | Arkaitz Duran Aroca      | OFM                   | m.t.                  |
| 8                     | Higinio Fernandéz Suarez | ECU                   | m.t.                  |
| 9                     | Sergio Sousa             | EFG                   | m.t.                  |
| 10                    | Jóni Brandão             | EFG                   | m.t.                  |

| Classificação Geral Individual | Classificação Geral Individual | Classificação Geral Individual | Classificação Geral Individual |
| ------------------------------ | ------------------------------ | ------------------------------ | ------------------------------ |
| Pos                            | Ciclista                       | Equipa                         | Tempo                          |
| 1                              | Gustavo Veloso                 | OFM                            | 14h30m23s                      |
| 2                              | Víctor de la Parte             | EFG                            | a 11s                          |
| 3                              | Luis Leon Sanchez              | CJR                            | a 21s                          |
| 4                              | Edgar Pinto                    | LAA                            | a 26s                          |
| 5                              | Ricardo Mestre                 | EFG                            | a 27s                          |
| 6                              | Sérgio Sousa                   | EFG                            | a 28s                          |
| 7                              | Delio Fernandéz                | OFM                            | a 31s                          |
| 8                              | Ruben Fernandéz                | CJR                            | a 32s                          |
| 9                              | Ricardo Vilela                 | OFM                            | a 33s                          |
| 10                             | Jóni Brandão                   | EFG                            | a 35s                          |

### Etapa 4
| Classificação da Etapa | Classificação da Etapa | Classificação da Etapa | Classificação da Etapa |
| ---------------------- | ---------------------- | ---------------------- | ---------------------- |
| Pos                    | Ciclista               | Equipa                 | Tempo                  |
| 1                      | Edgar Pinto            | LAA                    | 5h18m08s               |
| 2                      | Gustavo Veloso         | OFM                    | m.t.                   |
| 3                      | Jóni Brandão           | EFG                    | a 8s                   |
| 4                      | Delio Fernandéz        | OFM                    | m.t.                   |
| 5                      | Luis Leon Sanchez      | CJR                    | m.t.                   |
| 6                      | Ricardo Mestre         | EFG                    | a 10s                  |
| 7                      | Ruben Fernandéz        | CJR                    | a 14s                  |
| 8                      | Jordi Simon Casulleras | ECU                    | a 16s                  |
| 9                      | David Belda            | BUR                    | m.t.                   |
| 10                     | Rui Sousa              | BOA                    | m.t.                   |

| Classificação Geral Individual | Classificação Geral Individual | Classificação Geral Individual | Classificação Geral Individual |
| ------------------------------ | ------------------------------ | ------------------------------ | ------------------------------ |
| Pos                            | Ciclista                       | Equipa                         | Tempo                          |
| 1                              | Gustavo Veloso                 | OFM                            | 19h48m31s                      |
| 2                              | Edgar Pinto                    | LAA                            | a 26s                          |
| 3                              | Luis Leon Sanchez              | CJR                            | a 29s                          |
| 4                              | Ricardo Mestre                 | EFG                            | a 37s                          |
| 5                              | Delio Fernandéz                | OFM                            | a 39s                          |
| 6                              | Jóni Brandão                   | EFG                            | a 43s                          |
| 7                              | Ruben Fernandéz                | CJR                            | a 46s                          |
| 8                              | David Belda                    | BUR                            | a 53s                          |
| 9                              | Hernani Broco                  | LDD                            | a 1m00s                        |
| 10                             | Rui Sousa                      | BOA                            | a 1m01s                        |

### Etapa 5
| Classificação da Etapa | Classificação da Etapa | Classificação da Etapa | Classificação da Etapa |
| ---------------------- | ---------------------- | ---------------------- | ---------------------- |
| Pos                    | Ciclista               | Equipa                 | Tempo                  |
| 1                      | David Belda            | BUR                    | 4h09m21s               |
| 2                      | Delio Fernandéz        | OFM                    | a 3s                   |
| 3                      | Gustavo Veloso         | OFM                    | m.t.                   |
| 4                      | Jóni Brandão           | EFG                    | m.t.                   |
| 5                      | Luis Leon Sanchez      | CJR                    | m.t.                   |
| 6                      | Ricardo Mestre         | EFG                    | a 7s                   |
| 7                      | Edgar Pinto            | LAA                    | m.t.                   |
| 8                      | Rui Sousa              | BOA                    | a 9s                   |
| 9                      | Omar Fraile            | CJR                    | m.t.                   |
| 10                     | Ruben Fernandéz        | CJR                    | m.t.                   |

| Classificação Geral Individual | Classificação Geral Individual | Classificação Geral Individual | Classificação Geral Individual |
| ------------------------------ | ------------------------------ | ------------------------------ | ------------------------------ |
| Pos                            | Ciclista                       | Equipa                         | Tempo                          |
| 1                              | Gustavo Veloso                 | OFM                            | 23h57m55s                      |
| 2                              | Luis Leon Sanchez              | CJR                            | a 29s                          |
| 3                              | Edgar Pinto                    | LAA                            | a 30s                          |
| 4                              | Delio Fernandéz                | OFM                            | a 39s                          |
| 5                              | Ricardo Mestre                 | EFG                            | a 41s                          |
| 6                              | Jóni Brandão                   | EFG                            | a 43s                          |
| 7                              | David Belda                    | BUR                            | a 50s                          |
| 8                              | Ruben Fernandéz                | CJR                            | a 52s                          |
| 9                              | Rui Sousa                      | BOA                            | a 1m07s                        |
| 10                             | Hernani Broco                  | LDD                            | a 1m11s                        |

### Etapa 6
| Classificação da Etapa | Classificação da Etapa | Classificação da Etapa | Classificação da Etapa |
| ---------------------- | ---------------------- | ---------------------- | ---------------------- |
| Pos                    | Ciclista               | Equipa                 | Tempo                  |
| 1                      | Phil Bauhaus           | SGT                    | 4h03m05s               |
| 2                      | Davide Vigano          | CJR                    | m.t.                   |
| 3                      | Vicente de Mateos      | LDD                    | m.t.                   |
| 4                      | Asbjorn Kragh          | CTO                    | m.t.                   |
| 5                      | Alexander Krieger      | SGT                    | m.t.                   |
| 6                      | Samuel Caldeira        | OFM                    | m.t.                   |
| 7                      | Filipe Cardoso         | EFG                    | m.t.                   |
| 8                      | Francesco Lasca        | CJR                    | m.t.                   |
| 9                      | Jorge Montenegro       | LDD                    | m.t.                   |
| 10                     | Délio Fernandez        | OFM                    | m.t.                   |

| Classificação Geral Individual | Classificação Geral Individual | Classificação Geral Individual | Classificação Geral Individual |
| ------------------------------ | ------------------------------ | ------------------------------ | ------------------------------ |
| Pos                            | Ciclista                       | Equipa                         | Tempo                          |
| 1                              | Gustavo Veloso                 | OFM                            | 28h01m00s                      |
| 2                              | Luis Leon Sanchez              | CJR                            | a 29s                          |
| 3                              | Edgar Pinto                    | LAA                            | a 30s                          |
| 4                              | Delio Fernandéz                | OFM                            | a 39s                          |
| 5                              | Ricardo Mestre                 | EFG                            | a 41s                          |
| 6                              | Joni Brandão                   | EFG                            | a 43s                          |
| 7                              | David Belda                    | BUR                            | a 50s                          |
| 8                              | Ruben Fernandéz                | CJR                            | a 52s                          |
| 9                              | Rui Sousa                      | BOA                            | a 1m07s                        |
| 10                             | Hernani Broco                  | LDD                            | a 1m11s                        |

### Etapa 7
| Classificação da Etapa | Classificação da Etapa | Classificação da Etapa | Classificação da Etapa |
| ---------------------- | ---------------------- | ---------------------- | ---------------------- |
| Pos                    | Ciclista               | Equipa                 | Tempo                  |
| 1                      | Rui Sousa              | BOA                    | 5h06m39s               |
| 2                      | Joni Brandão           | EFG                    | a 39s                  |
| 3                      | Edgar Pinto            | LAA                    | m.t.                   |
| 4                      | Gustavo Veloso         | OFM                    | m.t.                   |
| 5                      | Sandro Pinto           | LDD                    | a 47s                  |
| 6                      | Virgílio Santos        | BOA                    | a 51s                  |
| 7                      | Délio Fernandez        | OFM                    | a 1m03s                |
| 8                      | Ricardo Vilela         | OFM                    | a 2m01s                |
| 9                      | Ricardo Mestre         | EFG                    | m.t.                   |
| 10                     | Víctor de la Parte     | EFG                    | m.t.                   |

| Classificação Geral Individual | Classificação Geral Individual | Classificação Geral Individual | Classificação Geral Individual |
| ------------------------------ | ------------------------------ | ------------------------------ | ------------------------------ |
| Pos                            | Ciclista                       | Equipa                         | Tempo                          |
| 1                              | Gustavo Veloso                 | OFM                            | 33h08m18s                      |
| 2                              | Rui Sousa                      | BOA                            | a 28s                          |
| 3                              | Edgar Pinto                    | LAA                            | a 30s                          |
| 4                              | Joni Brandão                   | EFG                            | a 43s                          |
| 5                              | Délio Fernandez                | OFM                            | a 1m03s                        |
| 6                              | Ricardo Mestre                 | EFG                            | a 2m19s                        |
| 7                              | Sandro Pinto                   | LDD                            | a 2m43s                        |
| 8                              | Ricardo Vilela                 | OFM                            | a 2m54s                        |
| 9                              | Virgílio Santos                | BOA                            | a 3m44s                        |
| 10                             | Víctor de la Parte             | EFG                            | a 4m36s                        |

### Etapa 8
| Classificação da Etapa | Classificação da Etapa | Classificação da Etapa | Classificação da Etapa |
| ---------------------- | ---------------------- | ---------------------- | ---------------------- |
| Pos                    | Ciclista               | Equipa                 | Tempo                  |
| 1                      | Sergey Shilov          | LOK                    | 4h28m21s               |
| 2                      | Samuel Caldeira        | OFM                    | m.t.                   |
| 3                      | Manuel Cardoso         | BBC                    | m.t.                   |
| 4                      | Filipe Cardoso         | EFG                    | m.t.                   |
| 5                      | Davide Vigano          | CJR                    | m.t.                   |
| 6                      | Max Werda              | STG                    | m.t.                   |
| 7                      | Jorge Montenegro       | LDD                    | m.t.                   |
| 8                      | Délio Fernandez        | OFM                    | m.t.                   |
| 9                      | Daniel Freitas         | LAA                    | m.t.                   |
| 10                     | Edson Calderon         | CO4                    | m.t.                   |

| Classificação Geral Individual | Classificação Geral Individual | Classificação Geral Individual | Classificação Geral Individual |
| ------------------------------ | ------------------------------ | ------------------------------ | ------------------------------ |
| Pos                            | Ciclista                       | Equipa                         | Tempo                          |
| 1                              | Gustavo Veloso                 | OFM                            | 37h56m39s                      |
| 2                              | Rui Sousa                      | BOA                            | a 28s                          |
| 3                              | Edgar Pinto                    | LAA                            | a 30s                          |
| 4                              | Joni Brandão                   | EFG                            | a 43s                          |
| 5                              | Délio Fernandez                | OFM                            | a 1m03s                        |
| 6                              | Ricardo Mestre                 | EFG                            | a 2m19s                        |
| 7                              | Sandro Pinto                   | LDD                            | a 2m43s                        |
| 8                              | Ricardo Vilela                 | OFM                            | a 2m54s                        |
| 9                              | Virgílio Santos                | BOA                            | a 3m44s                        |
| 10                             | Víctor de la Parte             | EFG                            | a 4m36s                        |

### Etapa 9
| Classificação da Etapa | Classificação da Etapa | Classificação da Etapa | Classificação da Etapa |
| ---------------------- | ---------------------- | ---------------------- | ---------------------- |
| Pos                    | Ciclista               | Equipa                 | Tempo                  |
| 1                      | Gustavo Veloso         | OFM                    | 35m07s                 |
| 2                      | Víctor de la Parte     | EFG                    | a 55s                  |
| 3                      | Stefan Schumacher      | CTO                    | a 1m18s                |
| 4                      | Luis León Sánchez      | CJR                    | a 1m23s                |
| 5                      | Rui Sousa              | BOA                    | a 1m33s                |
| 6                      | Ricardo Vilela         | OFM                    | a 1m37s                |
| 7                      | Amaro Antunes          | BBC                    | a 1m48s                |
| 8                      | Sergey Shilov          | LOK                    | m.t.                   |
| 9                      | Délio Fernandez        | OFM                    | a 1m51s                |
| 10                     | Hugo Sabido            | LAA                    | a 2m00s                |

| Classificação Geral Individual | Classificação Geral Individual | Classificação Geral Individual | Classificação Geral Individual |
| ------------------------------ | ------------------------------ | ------------------------------ | ------------------------------ |
| Pos                            | Ciclista                       | Equipa                         | Tempo                          |
| 1                              | Gustavo Veloso                 | OFM                            | 38h31m46s                      |
| 2                              | Rui Sousa                      | BOA                            | a 2m01s                        |
| 3                              | Délio Fernandez                | OFM                            | a 2m54s                        |
| 4                              | Joni Brandão                   | EFG                            | a 3m10s                        |
| 5                              | Edgar Pinto                    | LAA                            | a 3m26s                        |
| 6                              | Ricardo Vilela                 | OFM                            | a 4m31s                        |
| 7                              | Victor de la Parte             | EFG                            | a 5m31s                        |
| 8                              | Sandro Pinto                   | LDD                            | a 6m51s                        |
| 9                              | Virgílio Santos                | BOA                            | a 6m58s                        |
| 10                             | Amaro Antunes                  | BBC                            | a 7m20s                        |

### Etapa 10
| Classificação da Etapa | Classificação da Etapa | Classificação da Etapa | Classificação da Etapa |
| ---------------------- | ---------------------- | ---------------------- | ---------------------- |
| Pos                    | Ciclista               | Equipa                 | Tempo                  |
| 1                      | Manuel Cardoso         | BBC                    | 4h08m21s               |
| 2                      | Davide Vigano          | CJR                    | m.t.                   |
| 3                      | Sergey Shilov          | LOK                    | m.t.                   |
| 4                      | Stefan Schumacher      | CTO                    | m.t.                   |
| 5                      | Filipe Cardoso         | EFG                    | m.t.                   |
| 6                      | Alexander Krieger      | SGT                    | m.t.                   |
| 7                      | José Gonçalves         | POR                    | m.t.                   |
| 8                      | Max Werda              | STG                    | m.t.                   |
| 9                      | Jorge Montenegro       | LDD                    | m.t.                   |
| 10                     | Christian Mager        | STG                    |                        |

| Classificação Geral Individual | Classificação Geral Individual | Classificação Geral Individual | Classificação Geral Individual |
| ------------------------------ | ------------------------------ | ------------------------------ | ------------------------------ |
| Pos                            | Ciclista                       | Equipa                         | Tempo                          |
| 1                              | Gustavo Veloso                 | OFM                            | 42h40m23s                      |
| 2                              | Rui Sousa                      | BOA                            | a 1m45s                        |
| 3                              | Délio Fernandez                | OFM                            | a 2m38s                        |
| 4                              | Joni Brandão                   | EFG                            | a 2m54s                        |
| 5                              | Edgar Pinto                    | LAA                            | a 3m10s                        |
| 6                              | Ricardo Vilela                 | OFM                            | a 4m38s                        |
| 7                              | Victor de la Parte             | EFG                            | a 5m15s                        |
| 8                              | Virgílio Santos                | BOA                            | a 6m42s                        |
| 9                              | Amaro Antunes                  | BBC                            | a 7m04s                        |
| 10                             | Sandro Pinto                   | LDD                            | a 7m08s                        |